# Dolichesia falsimonia
Dolichesia falsimonia är en fjärilsart som beskrevs av William Schaus 1911. Dolichesia falsimonia ingår i släktet Dolichesia och familjen björnspinnare. Inga underarter finns listade i Catalogue of Life.